# 吐尔巴依尔
吐尔巴依尔（1931年11月—），男，蒙古族，新疆额敏人，中华人民共和国政治人物，曾任新疆维吾尔自治区畜牧厅厅长，新疆维吾尔自治区人大常委会副主任。